# Paul Hoffmann (neurolog)
Paul Hoffmann (ur. 1 lipca 1884 w Dorpacie, zm. 9 marca 1962 we Fryburgu Bryzgowijskim) – niemiecki fizjolog. Studiował na Uniwersytecie w Marburgu, Uniwersytecie Fryderyka Wilhelma w Berlinie i Uniwersytecie w Würzburgu uzyskując doktorat w 1909, habilitował się z fizjologii w Würzburgu, gdzie w 1917 został profesorem nadzwyczajnym. Od 1924 roku kierował katedrą fizjologii na Uniwersytecie we Fryburgu Bryzgowijskim. 